# Gösta
Gösta ist ein schwedischer männlicher Vorname, die schwedische Verkleinerungsform des skandinavischen Vornamens Gustav mit der Bedeutung Stütze der Goten. Der Name ist in Schweden seit 1482 belegt; seit Ende der 1930er-Jahre ist seine Popularität stark zurückgegangen. Im Plattdeutschen tritt Gösta als Variante von Göste als weiblicher Vorname auf.

## Namensträger
- Gösta Ågren (1936–2020), finnlandschwedischer Dichter, Essayist und Literaturwissenschaftler
- Gösta Andersson (1917–1975), schwedischer Ringer
- Gösta Bagge (1882–1951), schwedischer Wirtschaftsprofessor und Politiker
- Gösta Björling (1912–1957), schwedischer Opernsänger
- Gösta Bohman (1911–1997), schwedischer Politiker
- Gösta Carlsson (1906–1992), schwedischer Radrennfahrer
- Gösta Ingvar Carlsson (* 1934), schwedischer Politiker, siehe Ingvar Carlsson
- Gösta Dunker (1905–1973), schwedischer Fußballspieler und -trainer
- Gösta Ekman (1890–1938), schwedischer Schauspieler
- Gösta Ekman der Jüngere (1939–2017), schwedischer Schauspieler, Drehbuchautor und Regisseur
- Gøsta Esping-Andersen (* 1947), dänischer Soziologe und Politikwissenschaftler
- Gösta von Hennigs (1866–1941), schwedischer Maler und Hochschullehrer
- Gösta B. Ihde (1938–2021), deutscher Betriebswirt und Hochschullehrer
- Gösta Johansson (1929–1997), schwedischer Eishockeyspieler und -trainer
- Gösta Knutsson (1908–1973), schwedischer Radioproduzent und Autor einer Kinderbuchreihe namens Pelle Svanslös
- Gösta Lilliehöök (1884–1974), schwedischer Moderner Fünfkämpfer
- Gösta Lindeskog (1904–1984), schwedischer Theologe
- Gösta Lindh (1924–1984), schwedischer Fußballspieler
- Gösta Löfgren (1923–2006), schwedischer Fußballspieler
- Gösta Montell (1899–1975), schwedischer Ethnograf
- Gösta Neuwirth (* 1937), österreichischer Komponist und Musikwissenschaftler
- Gösta Nordahl (1928–2003), schwedischer Fußballspieler
- Gösta Nystroem (1890–1966), schwedischer Komponist und Maler
- Gösta Pettersson (* 1940), schwedischer Radrennfahrer
- Gösta Sandberg (1932–2006), schwedischer Fußball-, Bandy- und Eishockeyspieler
- Gösta Schwarck (1915–2012), dänischer Komponist und Unternehmer
- Gösta Ståhl (1902–1983), schwedischer Fußballspieler
- Gösta Stoltz (1904–1963), schwedischer Schachspieler
- Gösta Sundqvist (1957–2003), finnischer Musiker
- Gösta Thames (1916–2006), schwedischer Ingenieur und Industriedesigner
- Gösta Törner (Turner) (Tor Gösta Alexander Törner; 1895–1971), schwedischer Turner
- Gösta Törner (Musiker) (1912–1982), schwedischer Jazzmusiker
- Gösta von Uexküll (1909–1993), deutscher Journalist und Schriftsteller
- Gösta Werner (1908–2009), schwedischer Filmregisseur, Drehbuchautor und Filmwissenschaftler
- Gösta Winbergh (1943–2002), schwedischer Opernsänger der Stimmlage Tenor

Zweit- und Zwischenname
- Hannes Olof Gösta Alfvén (1908–1995), schwedischer Physiker, siehe Hannes Alfvén
- Lorenz Gösta Beutin (* 1978), deutscher Historiker und Politiker
- Magnus Gösta Mittag-Leffler (1846–1927), schwedischer Mathematiker
- Hans Gösta Nagl (1910–1995), österreichischer Maler und Grafiker
- Sven-Gösta Neumann (1909–1985), schwedischer Romanist
- Ulf Gösta Nilsson (* 1950), schwedischer Eishockeyspieler, siehe Ulf Nilsson
- Kjell Gösta Sundvall (* 1953), schwedischer Regisseur, siehe Kjell Sundvall

## Fiktive Personen
- Gösta Berling, Roman von Selma Lagerlöf (1891)
- Gösta Berling (Film), schwedischer Film von Mauritz Stiller (1924)
- Gösta, schwedische Fernsehserie (2019)